# Izabela od Gloucestera

Izabela od Gloucestera (Isabel de Clare; o. 1173. – 14. listopada 1217.) bila je kraljica Engleske kao prva supruga kralja Ivana bez Zemlje. Poznata je i pod drugim imenima - Ivana, Eleonora, Avisa. Bila je i grofica Gloucestera.

## Biografija
Izabela je bila kćerka Williama Fitza Roberta i njegove žene Hawise de Beaumont. 1183. postala je grofica. Imala je brata i dvije sestre.
29. kolovoza 1189. Izabela se udala za kralja Ivana, koji je tada još bio princ. Papa Klement III. zabranio je Ivanu i Izabeli da imaju spolne odnose jer su si bili bratić i sestrična u drugom koljenu. 
1199. Ivan je postao kralj te se razveo od Izabele. 1213. Izabela je ponovno postala grofica.
1214. Izabela se udaje za Geoffreya FitzGeoffreya de Mandevillea, a 1217. za Huberta de Burgha. Iste je godine umrla. I premda je bila u braku tri puta, nije rodila niti jedno dijete. Pokopana je u katedrali u Canterburyju.